# 火器营站
火器营站是一个位于中国北京市海淀区曙光街道与海淀街道交界蓝靛厂路、蓝靛厂北路交叉口，属于北京地铁10号线的地铁车站。车站以当地地名“火器营”得名。
该站是10号线二期工程建设的车站，是10号线二期最北端的车站，向北下穿昆玉河（京密引水渠）后，再转向东与10号线一期工程的巴沟站相连。

## 位置
火器营站位于京密引水渠（昆玉河）西侧的蓝靛厂北路（东南－西北向）和蓝靛厂路（东西向）交汇路口处以南，沿蓝靛厂北路西侧，呈东南－西北向布置。
火器营站位置在蓝靛厂社区东北一隅，与万柳隔昆玉河相望。

## 结构
火器营站为地下二层车站，采用整体站厅、岛式站台设计。车站主体结构形式为两层三跨框架结构，车站主体全长275.3米，标准段总宽22.4米。地下一层为站厅，地下二层为站台层，站台宽12米。设有西北 (A)、东南 (C) 两个出入口。

### 车站楼层
| 地面层          | 街道                   | A-C出入口                        |
| 地下一层 站厅层 | 站厅                   | 客务中心、自动售票机、进出站闸机 |
| 地下二层 站台层 |                        | █ 10号线内环（巴沟）             |
| 地下二层 站台层 | 岛式站台，左側開门     |                                  |
| 地下二层 站台层 | █ 10号线外环（长春桥） |                                  |

## 出入口
火器营站开通A、C两个出入口，另有A2出入口暂缓开通。
|                       |            |                  |      |                      |
| 编号                  | 指示       | 建议前往的目的地 | 图片 | 无障碍设施出入口图片 |
| 出口 · A · 升降机标志 | 蓝靛厂路   |                  |      |                      |
| 出口 · C              | 蓝靛厂北路 |                  |      | 不適用               |
| 註： 設有             |            |                  |      |                      |

## 车站历史

### 建设及命名
该站在地铁10号线二期工程规划名曾称为“蓝靛厂站”，正式命名为“火器营站”。于2010年3月10日开工建设，车站主体采用明挖法施工。在2012年12月30日10号线二期开通时启用。
至于“蓝靛厂站”这一站名则于2024年被12号线一座位于远大路的车站使用。

### 使用状况
此站与隔昆玉河的万柳部分社区虽然直线距离较近，但是去往火器营站因为附近横跨昆玉河设置行人天桥需要绕行近一公里的距离，乘客多会使用巴沟站转乘地铁。

## 外部連結
- 火器营 （页面存档备份，存于）－北京地铁官方网站